# أليكس باديا (لاعب كرة قدم)
أليخاندرو "أليكس" بادييا بيريز (مواليد 1 سبتمبر 2003) هو لاعب كرة قدم محترف يلعب كحارس مرمى لنادي الدوري المكسيكي يونيفرسيداد ناسيونال، على سبيل الإعارة من أثلتيك بلباو. ولد في إسبانيا، ويمثل منتخب المكسيك.

## الحياة المبكرة
ولد بادييا في ثاراوث، غيبوثكوا، إقليم الباسك لأب إسباني (من فيرغارا) وأم مكسيكية. في عمر ثلاثة أشهر، انتقل مع والديه إلى مسقط رأس والدته في كامارغو، ولاية تشيواوا وعاش هناك حتى سن السابعة.

## مسيرة الأندية
انضم بادييا إلى منشآت ليزاما التابعة لأثلتيك بلباو في 2019، قادماً من نادي مسقط رأسه سي دي ثاراوث. لعب أول مباراة له مع الفريق الأول لباسكونيا في 15 سبتمبر 2021، حيث بدأ في تعادل 2-2 خارج أرضه في الدوري الإسباني الدرجة الخامسة ضد سي دي أنايتاسونا.
صعد إلى أثلتيك بلباو في الدوري الإسباني الدرجة الثالثة قبل موسم 2022–23، وظهر بادييا لأول مرة مع الفريق في 28 أغسطس 2022، حيث بدأ في خسارة 2-1 على أرضه أمام سي إف لا نوسيا. في 2023، تم استدعاؤه للمشاركة في فترة ما قبل الموسم مع الفريق الرئيسي.
بسبب إصابات أوناي سيمون ويولين أغيريزابالا في صيف 2024، كان بادييا هو المرشح للانضمام إلى الفريق الأول في بداية موسم 2024–25. ظهر في عدة مباريات تحضيرية، بما في ذلك الشوط الثاني من خسارة 3-2 ضد أستون فيلا، ولعب أول مباراة له في الدوري الإسباني كأساسي ضد خيتافي في ملعب سان ماميس في 15 أغسطس 2024؛ قام بعدة تصديات، بما في ذلك تصديه لفرصة انفراد من كارليس ألينيا، ولم يكن مسؤولاً عن الهدف الذي تلقاه فريقه في التعادل 1-1.
في 9 يناير 2025، انضم بادييا إلى النادي المكسيكي يونيفرسيداد ناسيونال على سبيل الإعارة لمدة ستة أشهر.

## المسيرة الدولية

### الشباب
في 2 سبتمبر 2021، خاض بادييا أول مباراة له مع منتخب إسبانيا تحت 19 سنة، حيث نزل كبديل في الشوط الثاني بدلاً من أليخاندرو إيتوربي في فوز 5-1 ضد المكسيك.
في نوفمبر 2021، تم ضم بادييا إلى تشكيلة إسبانيا لخوض مباريات التصفيات المؤهلة لبطولة أوروبا تحت 19 سنة 2022.
بدأ المباراة ولعب 90 دقيقة كاملة ضد منتخب أذربيجان تحت 19 سنة لكرة القدم، حيث حقق فريقه فوزاً كبيراً بنتيجة 6-0، متأهلاً بذلك إلى الجولة النخبة. في الجولة النخبة، لعب بادييا المباريات كاملة ضد منتخب النمسا تحت 19 سنة لكرة القدم ومنتخب بولندا تحت 19 سنة لكرة القدم، وتعادل 2-2 و 3-3، وأنهى البطولة في المركز الثاني خلف النمسا، وبالتالي فشل في التأهل للبطولة النهائية.
في مارس 2024، استدعي بادييا من قبل منتخب المكسيك تحت 23 سنة. في 22 مارس، خاض أول مباراة له في خسارة 4-2 ضد منتخب الأرجنتين تحت 23 سنة لكرة القدم.
في يونيو 2024، شارك في بطولة تولون بفرنسا مع المكسيك.

### الفريق الأول
في 29 أغسطس 2024، تلقى بادييا أول استدعاء له إلى منتخب المكسيك.

## إحصائيات مسيرة اللاعب

### الأندية
آخر تحديث المباراة التي لعبت في 6 أكتوبر 2024.
| النادي                       | الموسم         | الدوري                         | الدوري | الدوري  | الكأس  | الكأس   | قاري   | قاري    | أخرى   | أخرى    | المجموع | المجموع |
| النادي                       | الموسم         | الدرجة                         | الظهور | الأهداف | الظهور | الأهداف | الظهور | الأهداف | الظهور | الأهداف | الظهور  | الأهداف |
| ---------------------------- | -------------- | ------------------------------ | ------ | ------- | ------ | ------- | ------ | ------- | ------ | ------- | ------- | ------- |
| باسكونيا                     | 2021–22        | الدوري الإسباني الدرجة الخامسة | 24     | 0       | —      | —       | —      | —       | —      | —       | 24      | 0       |
| أثلتيك بلباو                 | 2022–23        | الدوري الإسباني الدرجة الثالثة | 25     | 0       | —      | —       | —      | —       | —      | —       | 25      | 0       |
| أثلتيك بلباو                 | 2023–24        | الدوري الإسباني الدرجة الرابعة | 26     | 0       | —      | —       | —      | —       | —      | —       | 26      | 0       |
| أثلتيك بلباو                 | المجموع        | المجموع                        | 51     | 0       | —      | —       | —      | —       | —      | —       | 51      | 0       |
| أثلتيك بلباو                 | 2024–25        | الدوري الإسباني                | 5      | 0       | 0      | 0       | —      | —       | —      | —       | 5       | 0       |
| يونيفرسيداد ناسيونال (إعارة) | 2024–25        | الدوري المكسيكي الممتاز        | 0      | 0       | —      | —       | 0      | 0       | —      | —       | 0       | 0       |
| إجمالي المسيرة               | إجمالي المسيرة | إجمالي المسيرة                 | 80     | 0       | 0      | 0       | 0      | 0       | 0      | 0       | 80      | 0       |

## الألقاب
أتلتيك بلباو ب
- الدوري الإسباني الدرجة الرابعة (المجموعة 2): 2023–24[13]

## وصلات خارجية
- أليكس باديا على BDFutbol
- أليكس باديا  على سكروي